# An Thạnh, Thuận An
An Thạnh là một phường thuộc thành phố Thuận An, tỉnh Bình Dương, Việt Nam.

## Địa lý
Phường An Thạnh có vị trí địa lý:

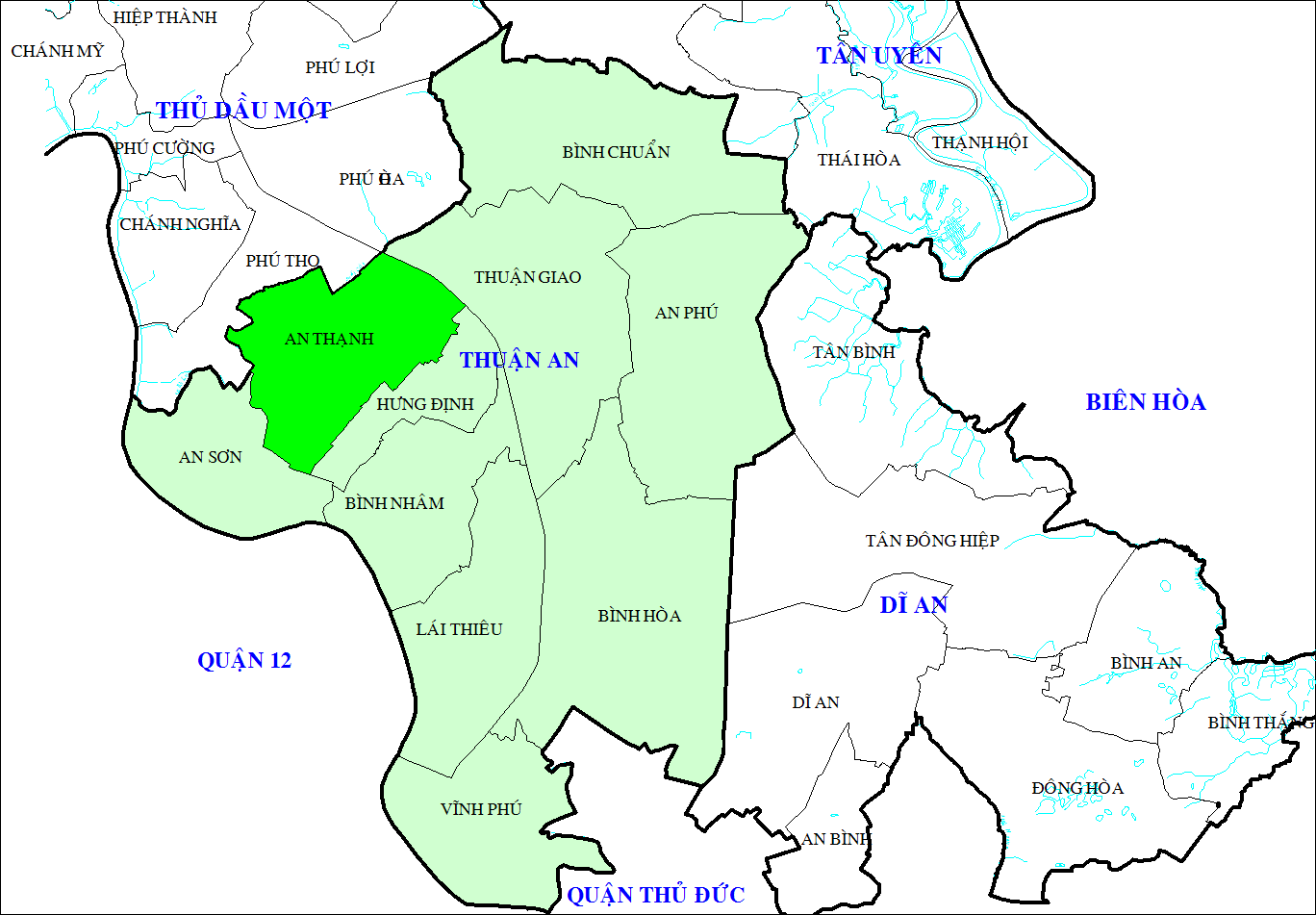
Vị trí phường An Thạnh trên bản đồ thành phố Thuận An

- Phía đông và đông nam giáp phường Hưng Định
- Phía tây và tây bắc giáp thành phố Thủ Dầu Một
- Phía nam và tây nam giáp xã An Sơn
- Phía bắc và đông bắc giáp phường Thuận Giao.

Phường An Thạnh có diện tích 7,47 km², dân số năm 2021 là 30.049 người, mật độ dân số đạt 4.023 người/km².

## Lịch sử
Trước đây, An Thạnh là một xã thuộc huyện Thuận An.
Ngày 29 tháng 8 năm 1994, xã An Thạnh được chuyển thành thị trấn An Thạnh.
Ngày 13 tháng 1 năm 2011, Chính phủ ban hành Nghị quyết số 04/NQ-CP về việc thành lập hai thị xã Dĩ An và Thuận An thuộc tỉnh Bình Dương. Theo đó, thành lập phường An Thạnh thuộc thị xã Thuận An trên cơ sở toàn bộ diện tích và dân số của thị trấn An Thạnh.
Sau khi thành lập, phường An Thạnh có 750 ha diện tích tự nhiên, dân số là 25.178 người.

## Hành chính
Phường An Thạnh được chia thành 7 khu phố: Thạnh Lợi, Thạnh Hòa A, Thạnh Hòa B, Thạnh Lộc, Thạnh Bình, Thạnh Phú, Thạnh Quý.